# Gian Giuseppe Liruti
Gian Giuseppe Liruti (Tarcento, 28 novembre 1689 – Tarcento, 4 maggio 1780) è stato uno storico e bibliografo italiano.

## Biografia
Liruti nacque nel castello di Villafredda in una famiglia di origine mantovana che nel corso del Quattrocento era entrata a far parte della piccola nobiltà del Friuli. Il cognome Liruti deriverebbe dal friulano Lirùt, diminutivo di "Elar" che sta per "Ilario", nome portato da un antenato della sua casata.
La sua autobiografia fornisce importanti informazioni sulla sua vita. Dopo aver studiato con un precettore, all'età di 11 anni venne mandato a studiare dai gesuiti di Venezia, per poi studiare retorica e filosofia nel collegio di San Cipriano dei Somaschi di Murano sotto la guida di Pier Caterino Zeno, fratello di Apostolo. Nel 1708 si laureò in utroque iure all'Università di Padova.
Tornato a Udine si diede allo studio della storia, a partire da quella romana. Approfondì gli studi sugli storici greci e latini e si dedicò anche a ricerche sulle monete e sulle iscrizioni antiche, studiando le opere di Jan Gruter, Ludovico Antonio Muratori, Raffaele Fabretti, Enrico Noris e Filippo Del Torre. Raccolse le trascrizioni di 500 lapidi nella Raccolta d’Iscrizioni, tutte comunicate all'amico Gian Domenico Bertoli.
In merito alla storia medievale raccolse monete dell'epoca dei Goti, nonché pergamene in originale e in copia e cronache, e pubblicò gli Anecdota Foroiuliensia (conservata alla Biblioteca civica di Udine), un'opera specifica sulla storia del Friuli. Intraprese una folta corrispondenza con Giusto Fontanini, con il quale strinse un profondo sodalizio che proseguì con il nipote Domenico Fontanini, dopo la morte di Giusto. Liruti ebbe contatti anche con altri intellettuali conterranei, come il barnabita Basilio Asquini, Giuseppe Bini, Bernardo Maria De Rubeis, il conte Francesco Beretta, Antonio di Montegnacco, Antonio Zanon, Carlo Fabrizi, il canonico Lorenzo del Torre, lo storico Lucrezio Treo e Angelo Maria Cortenovis.
La prima opera di Liruti fu una dissertazione contraria a quanto affermato in un'opera indicata come Origine de Veneti in Italia. Seguirono la Dissertatio de Aquileia, De Iulio Carnico, nunc Zuglio in Carnis Foroiuliensibus (incentrata sulla storia romana di Zuglio) e Della moneta propria, e forestiera ch’ebbe corso nel ducato di Friuli dalla decadenza dell’Impero romano sino al secolo XV (in seguito tradotta in latino ed inserita da Filippo Argelati nel secondo tomo della sua raccolta De monetis Italiae variorum illustrium virorum dissertationes).
Liruti fu socio dell'Accademia la Colombaria di Firenze e dell'Accademia delle scienze di Udine.  Negli anni 1750-53 si ritirò nel convento di Sant'Antonio di Gemona, dove si impegnò nell'ordinamento dell'archivio e della biblioteca, nonché nello spoglio dei documenti dell'archivio civico. Tali lavori gli furono utili anni dopo nella stesura della sua opera storica sulla cittadina. La sua opera più importante fu Notizie delle vite ed opere scritte da' letterati del Friuli (in cinque volumi), a cui seguì Delle donne di Friuli illustri pubblicata solo nel 1865.
Liruti morì il 4 maggio 1780 e venne sepolto nella tomba di famiglia nella chiesa di Santa Eufemia di Segnacco, presso Tarcento. Il suo lascito consisteva di una ricca biblioteca, una raccolta di cinquecento iscrizioni friulane e molte pergamene e apografi. Tale patrimonio fu però disperso in pochi anni. Alcuni manoscritti vennero pubblicati nei decenni seguenti, talvolta come pubblicazioni per nozze.

## Opere
- Della moneta nel ducato del Friuli, Venezia, 1749
- Notizie delle vite e delle opere scritte da letterati del Friuli, in quattro volumi (Venezia 1760-62, Udine 1780; il quarto volume postumo, Venezia 1830)
- Notizie delle cose del Friuli scritte secondo i tempi (cinque volumi, Udine 1776-77)
- De servis Medii Aevi in Forojulio, Roma, 1762
- Notizie di Gemona, Venezia, 1771
- Dell'origine del Patriarcato d'Aquileia, Venezia, 1773
- De origine linguae forojuliensis